# Японская водяная черепаха
Япо́нская водяна́я черепа́ха (лат. Mauremys japonica) — вид водных черепах из семейства азиатские пресноводные черепахи. Эндемик Японии.

## Внешний вид и строение
Длина карапакса до 22 см. Самки крупнее самцов. Голова довольно маленькая, кончик морды слегка выступает вперед. У молодых особей и взрослых самцов карапакс плоский, а у взрослых самок слегка куполообразный и более широкий. Цвет карапакса от оранжево-коричневого до темно-коричневого, хотя существуют большие индивидуальные различия. У некоторых особей имеются пятна от жёлтого или оранжевого до чёрного цвета. Цвет пластрона от чёрного до темно-коричневого, у некоторых особей на внешнем крае имеются желтые или оранжевые пятна. У самцов более толстый и длинный хвост, вся клоака расположена снаружи панциря. Размеры только что вылупившихся черепашат от 2,5 до 3,5 см.

## Места обитания и образ жизни
Японская водяная черепаха обитает в реках, озёрах, прудах, болотах и на рисовых полях, но предпочитает медленно текущую воду. Вид полуводный образ жизни, предпочитая проводить время в воде. Относительно морозоустойчива, поэтому активность наблюдалась в среде с температурой воды от 3 до 5 °С. Зимует в норах, под камнями и в кучах листьев.
Брачный сезон длится с сентября по апрель, но не зимой. Самцы по очереди выворачивают «ладони» передних лап перед мордой самки как элемент брачного ритуала. Самки выкапывают яму глубиной 8—10 см и откладывают от 1 до 12 яиц за раз 1—3 раза в год. Молодняк вылупляется примерно через 70 дней.
Имеют очень разнообразный рацион. Едят различных животных, таких как рыба, лягушки, их икра и головастики, насекомые, ракообразные, такие как креветки, крабы и амфиподы, наземные и водные улитки, черви и падаль. Они также едят листья и цветы наземных и водных растений, фрукты и водоросли. Питаются как под водой, так и на суше. Могут также есть яйца черепах своего или других видов.

## Ареал и угрозы
Японская водяная черепаха является эндемиком Японии. Популяция несколько сократилась из-за утраты среды обитания. Таким образом, этот вид классифицируется как близкий к уязвимому положению Международным союзом охраны природы и природных ресурсов (МСОП) и внесен в национальный красный список рептилий, находящихся под угрозой исчезновения.

## Гибридизация
Известно, что этот вид в неволе образует гибриды с китайской трёхкилевой черепахой (Mauremys reevesii), Mauremys sinensis и Cuora flavomarginata, а также, возможно, с различными азиатскими пресноводными черепахами (Geoemydidae). Однако эти три вида гораздо реже встречаются в дикой природе и классифицируются как находящиеся под угрозой исчезновения, поэтому следует избегать дальнейшего сокращения их популяций из-за гибридизации.